# Uragano express
Uragano express (The Hurricane Express) è un serial cinematografico del 1932 diretto da J.P. McGowan e Armand Schaefer.
È un film d'azione avventuroso statunitense in 12 parti con Tully Marshall, Conway Tearle e John Wayne.

## Titoli degli episodi
1. The Wrecker
2. Flying Pirates
3. The Masked Menace
4. Buried Alive
5. Danger Lights
6. The Airport Mystery
7. Sealed Lips
8. Outisde the Law.
9. The Invincible Enemy
10. The Wrecker's Secret
11. Wings of Death
12. Unmasked

## Produzione
Il film, diretto da J.P. McGowan e Armand Schaefer su una sceneggiatura di George Morgan, J.P. McGowan e Harold Tarshis con il soggetto di Colbert Clark, Barney A. Sarecky e Wyndham Gittens, fu prodotto da Nat Levine per la Mascot Pictures e girato a Santa Clarita, Newhall e Saugus e nelle Bronson Caves a Los Angeles in California.

## Distribuzione
Il film fu distribuito con il titolo The Hurricane Express negli Stati Uniti dal 1º agosto 1932 al cinema dalla Mascot Pictures.
Alcune delle uscite internazionali sono state:
- in Spagna (El expreso de la muerte)
- in Brasile (O Expresso da Aventura)
- in Italia (Uragano express)

## Promozione
La tagline è: "A THRILLER of the ROARING RAILS In Twelve Crashing Episodes!".

## Remake
Nel 1934 ne è stato prodotto un remake, Mystery Mountain.